# 4904 Makio
4904 Makio (1989 WZ) là một tiểu hành tinh vành đai chính được phát hiện ngày 21 tháng 11 năm 1989 bởi Mizuno và T. Furuta ở Kani.